# Kūh-e Namak (berg i Qom, lat 34,76, long 50,69)
Kūh-e Namak (persiska: كوه نمک) är ett berg i Iran.   Det ligger i provinsen Qom, i den centrala delen av landet, 120 km sydväst om huvudstaden Teheran. Toppen på Kūh-e Namak är 1 235 meter över havet.
Terrängen runt Kūh-e Namak är platt norrut, men söderut är den kuperad.Runt Kūh-e Namak är det ganska tätbefolkat, med 100 invånare per kvadratkilometer. Närmaste större samhälle är Pestakān, 13,8 km väster om Kūh-e Namak. Trakten runt Kūh-e Namak är ofruktbar med lite eller ingen växtlighet.